# 侯昌明
侯昌明（英文名：AIvin，1969年9月6日—），台灣男藝人，出生自台灣嘉義縣朴子鎮（現嘉義縣朴子市），台灣電視節目、電台主持人，實踐家專三專部銀行保險科畢業。妻子曾雅蘭亦為台灣藝人。人稱擺王、行走的地球儀

## 簡介
侯昌明為廣播電台主持人出身，出道至今近十年。因口條清晰幽默風趣跨足電視節目、活動主持、戲劇，同時跨足寫作，擁有許多暢銷著作，現為大是娛樂事業有限公司旗下簽約藝人。
但他也曾經因為父親和他在2008年金融海嘯負債累累，賠了過千萬台幣積蓄後，還剩差額兩百萬台幣(約US$66,760)。
2021年6月8日與妻子曾雅蘭爆發好心肝診所特權施打疫苗事件，6月10日透過經紀人強調只是在好心肝診所健檢，但6月11日改口兩人已施打，侯昌明夫婦因長期擔任好心肝基金會志工而被邀請施打COVID-19疫苗。
2024年，侯昌明的兒子錄取美國紐約大學，女兒就讀美國FIT設計學院。

## 主持作品

### 電視節目

#### 經歷主持
| 頻道       | 節目                 |
| ---------- | -------------------- |
| 八大電視   | 亞洲新人歌唱大賽     |
| 八大電視   | 台灣樂起來           |
| 八大電視   | 超自然現象           |
| 八大電視   | 神出鬼沒             |
| 八大電視   | 天天哈客             |
| 八大電視   | 大特寫               |
| 八大電視   | 第三類接觸           |
| 八大電視   | 火線任務             |
| 八大電視   | 命運大作戰           |
| 八大電視   | 生活1級棒            |
| 年代電視   | 生活大情報之生活報報 |
| 三立都會台 | 完全娛樂週末版       |
| 華衛音樂台 |                      |
| 超級電視台 | 請你跟我這樣過       |
| 中天娛樂台 | 全家出走中           |

### 廣播節目

#### 經歷主持
| 頻道     | 節目           |
| -------- | -------------- |
| 飛碟電台 | 飛碟早自習     |
| 飛碟電台 | 一點關係       |
| 飛碟電台 | 週末飛碟午餐   |
| 飛碟電台 | 週日飛碟午餐   |
| 飛碟電台 | 生活大師       |
| 飛碟電台 | 好男好女過日子 |

## 出版作品

### 書籍
| 年份   | 書名                             | 作者               | 出版社   | ISBN               |
| 2001年 | 《30歲前搞定錢途》               | 侯昌明             | 商周出版 | ISBN 9867892410    |
| 2004年 | 《健康妙招大特寫》               | 侯昌明、八大電視台 | 時代     | ISBN 9789572913611 |
| 2005年 | 《生子食譜》                     | 侯昌明夫婦         | 柏室     | ISBN 9789867224200 |
| 2005年 | 《歐陽英蔬菜食療大全I》          | 歐陽英、侯昌明     | 天下文化 | ISBN 9789864175628 |
| 2005年 | 《歐陽英蔬菜食療大全II》         | 歐陽英、侯昌明     | 天下文化 | ISBN 9789864175635 |
| 2009年 | 《平民千萬富翁：侯昌明幸福投資》 | 侯昌明             | 凱特文化 | ISBN 9789866606533 |
| 2013年 | 《這樣理財超有錢》               | 侯昌明             | 今周刊   | ISBN 9789868938403 |

## 演出作品

### 電視劇
| 年份   | 頻道       | 劇名                             | 角色 |
| ------ | ---------- | -------------------------------- | ---- |
| 2003年 | 八大       | 《愛在蔓延 ─（愛情變奏曲）單元》 |      |
| 2012年 | 大愛電視台 | 《靠岸》                         |      |

### 舞台劇
- 屏風表演班「半里長城」劇碼中，一人分飾兩角，忽男忽女
- 屏風表演班「台北人行不行」劇中與馬英九同台演出
- 屏風表演班「三人行不行」
- 表演工作坊「他和他的兩個老婆」

## 爭議

### 好心肝診所疫苗風波
新冠疫情期間台北市好心肝診所爆出開放「一般民眾」接種新冠肺炎疫苗，2021年6月9日遭北市府重罰200萬並終止合約，10日診所發布聲明，內容強調大量的志工是重要動力，基金會及診所固定工作同仁3百多名，以及志工6百多名(侯昌明夫婦也在其中)，是這一次施打疫苗的對象，但也表示初衷出於善意，可能是做法不夠周延而造成爭議表示致歉。
6月9日向平面媒體否認插隊打疫苗一事，但11日名單公布後卻透過經紀人表示，「他們夫妻以資深志工的身分，也不定期的都會去門診幫忙，所以怕有被感染到的風險，因此也有『好心肝』擴大認定醫療相關人員的身分所以施打。」並在網路上發問道歉，反覆說詞讓許多網友不滿。好心肝特權疫苗案檢調偵辦，北檢於2022年8月間以全案查無不法簽結。

## 獲得獎項
| 年份   | 獲提名     | 獎項                             | 結果 |
| ------ | ---------- | -------------------------------- | ---- |
| 2007年 | 《大特寫》 | 第42屆金鐘獎社區綜藝節目主持人獎 | 獲獎 |

## 外部連結
- 侯昌明的Facebook專頁
- 侯昌明的Instagram帳戶
- YouTube上的萬能侯阿北—侯昌明頻道